# 1973年根室半岛近海地震
1973年根室半岛近海地震发生于1973年6月17日12时55分左右。地震规模为Mj 7.4级、Mw 7.7级、海啸震级（Mt） 8.1级。震中位于日本北海道根室半岛东南近海，北纬42度58分，东经145度57分，震源深度约44千米，最大震度为5。1973年6月17日，日本气象厅将此次地震称为根室半岛地震。震源域为千岛海沟附近的约为200千米乘以100千米左右的矩形领域。本次地震还引发了海啸，北海道根室市观测到了2.81米以上的海啸。

## 发生过程

### 地震背景及前震
根室半岛近海平均每72.2年发生一次M7.9程度的地震。该地区曾于1894年3月22日发生过类似规模的地震，其地震规模为Mj 7.9级。除此之外，该地区平均每17.5年发生一次M7程度的地震，如1900年、1961年、1964年、1968年、2000年和2004年均发生过Mj 7.0－7.2级左右的地震。在本次地震发生的前一日（即1973年6月16日）9时54分33.9秒，根室半岛东南近海发生Mj 4.8级地震，震源深度约46千米，北海道根室市测得最大震度2。

### 机构观测解析
日本气象厅（JMA）测定，本次地震规模为Mj 7.4，震源深度约44千米。北海道钏路市和根室市测得最大震度5，北海道网走市、浦河町、带广市和广尾町以及位于东北地方青森县的陆奥市和青森市测得震度4。
美国地质勘探局（USGS）测定，本次地震规模为Ms 7.7，震源深度约48千米，最大烈度为8度（VIII）。

### 海啸
地震发生约11分钟之后（即13时06分）以及18分钟之后（即13时13分），日本气象厅对北海道太平洋沿岸和东北地方太平洋沿岸发布海啸警报。根室市花咲港观测到2.81米以上的海啸。海啸造成近300栋建筑物损坏以及26人受伤。

### 后续研究
由于该地区已有相当长一段时间未发生过地震，故被认为是地震空区。考虑到余震等因素，综合考虑本次地震震级约为M7.7，为70年一遇的大地震。

## 余震
大约在主震发生一周之后，1973年6月24日11时43分23.5秒，根室半岛东南近海发生规模Mj 7.1（Ms 7.1）地震，震源深度约52千米。本次地震是1973年根室半岛近海地震的最大余震。北海道钏路市测得最大震度5，浦河町和根室市测得震度4，甚至位于关东地方的东京都千代田区大手町测得了震度3。此次地震同样也引发了海啸，但没有发生造成严重损失的灾害。据估计，是次海啸由海底隆起引发，波源区长约130km，面积约为7.2×103km2。